# Championnats de France d'athlétisme 1959
Navigation
Championnats 1958 Championnats 1960
Les Championnats de France d'athlétisme 1959 ont eu lieu du 25 et 26 juillet 1959 au Stade Yves-du-Manoir de Colombes. 

## Palmarès
| Discipline        | Hommes              | Hommes        | Femmes             | Femmes       |
| ----------------- | ------------------- | ------------- | ------------------ | ------------ |
| 100 m             | Abdoulaye Seye      | 10 s 5        | Angèle Ramadier    | 12 s 0       |
| 200 m             | Abdoulaye Seye      | 21 s 0        | Simone Grimal      | 25 s 1       |
| 400 m             | Jean Bertozzi       | 47 s 9        | Maryvonne Dupureur | 59 s 4       |
| 800 m             | Pierre-Yvon Lenoir  | 1 min 50 s 4  | Nicole Goullieux   | 2 min 13 s 4 |
| 1 500 m           | Michel Bernard      | 3 min 44 s 6  | -                  | -            |
| 5 000 m           | Michel Bernard      | 14 min 28 s 2 | -                  | -            |
| 10 000 m          | Alain Mimoun        | 31 min 02 s 2 | -                  | -            |
| 80 m haies        | -                   | -             | Angèle Ramadier    | 11 s 3       |
| 110 m haies       | Jean-Claude Reynaud | 14 s 6        | -                  | -            |
| 400 m haies       | Jean-Marie Kling    | 54 s 0        | -                  | -            |
| 3 000 m steeple   | Hamoud Ameur        | 9 min 02 s 4  | -                  | -            |
| 50 km marche      | Georges Attané      | 1 h 44 min 55 | -                  | -            |
| Saut en longueur  | Christian Collardot | 7,32 m        | Annie Lordet       | 5,90 m       |
| Triple saut       | Eric Battista       | 15,99 m       | -                  | -            |
| Saut en hauteur   | Maurice Fournier    | 1,97 m        | Fabienne Manconi   | 1,58 m       |
| Saut à la perche  | Bernard Balastre    | 4,30 m        | -                  | -            |
| Lancer du poids   | Raymond Thomas      | 16,03 m       | Bernadette Hummel  | 12,49 m      |
| Lancer du disque  | Pierre Alard        | 50,68 m       | Denise Guénard     | 42,82 m      |
| Lancer du marteau | Guy Husson          | 60,56 m       | -                  | -            |
| Lancer du javelot | Michel Macquet      | 75,59 m       | Suzanne Cathiard   | 44,39 m      |